# Телма
Телма — частный национальный македонский телеканал.

## История

Старый логотип телеканала «Телма» (1996-2016)

Канал основан в сентябре 1996 года, его собственник — скопьевский филиал компании «Макпетрол А.Д.» Канал в 1998 году выиграл конкурс Правительства Республики Македонии, получив право с четырьмя телекомпаниями вещать в Скопье в течение семи лет. Руководство телеканала планирует улучшить передатчики для возможности трансляции на территории всей страны.

## Команда
На телеканале работают более 150 человек — телеведущие, технические работники и руководители. Есть две студии площадью 60 и 250 м², оснащённые современной цифровой техникой.

## Вещание

### Основная сетка
Канал вещает ежедневно по 18-20 часов в сутки. Сетка программ делится на три части: информационные, развлекательные и просветительские.
- Информационные программы являются основой телеканала: выпуски новостей являются одними из самых полных на македонском телевидении. Ежедневно в 18:30 и 21:40 выходят выпуски новостей, еженедельно выходит итоговая программа «Агол». Также выходят тематические выпуски новостей: «Време», «Баланси», «Досие», «Светот денес».
- В блок развлекательных программ входят пятичасовой семейный тележурнал «Пакет за сабота», еженедельные телепередачи «Не лути се човече», «Во огледалаа», игровые шоу «Тоа сум јас», «Планета 7», «Град Т».
- Основу просветительских передач составляют программы культурного и документального характера: «Телма репортажа», «Созвездија», «Мојот пат», «Класика», «Телма блуз».

### Спортивные трансляции
Телеканал «Телма» выкупил эксклюзивные права на трансляции матчей чемпионата Италии по футболу, Финалов четырёх баскетбольной Евролиги и финальных хоккейных игр Кубка Стэнли.